# صغر الرأس المترافق مع تعذر الارتخاء
متلازمة صغر الرأس المترافق مع تعذر الارتخاء هي حالة نادرة لتعذر الارتخاء المريئي الذي يترافق مع صغر الرأس والتخلف العقلي. تتظاهر هذه المتلازمة بمجموعة نادرة من الأعراض ذات التوجه العائلي المتوقع.
تشمل الأعراض الرئيسية لمتلازمة صغر الرأس المترافق مع تعذر الارتخاء تظاهرات مستقلة لكل من المرضين المتطورين في هذه الحالة. قد يتطور صغر الرأس بشكله الأولي، الذي يشمل فشل الدماغ في التطور بشكل سليم خلال الحمل، أو الثانوي، الذي يتميز باكتمال حجم الدماغ لدى الولادة لكنه يتوقف عن التطور مع نمو الطفل. يمكن ملاحظة تطور الشذوذات بشكل مترقي بعد الولادة إذ يظهر الطفل توقفًا في النمو والتطور الجسدي والمعرفي. يتمركز المحيط الجبهي القذالي في النهاية السفلية القصوى أو بالقرب منها، المئين الثالث، ما يشير إلى حالة صغر الرأس. يتطور صغر الرأس نتيجة أسباب وراثية وسلوكية على حد سواء.
يمثل تعذر الارتخاء، أو تعذر الارتخاء المريئي، اضطرابًا ناشئًا في المصرة المريئية السفلية (إل إي إس). يتميز هذا الاضطراب بحدوث فشل في ارتخاء المصرة بشكل تام، ما يسبب حالات متكررة من التقيؤ والقلس، إذ عادة ما تحدث هذه الأعراض بعد ساعة إلى ساعتين من تناول الطعام. يواجه الأفراد المصابون بتعذر الارتخاء المريئي تراجعًا في صحتهم على المدى الطويل في حال عدم علاج الاضطراب، إذ قد يعانون لاحقًا من عسر البلع، وفقدان الوزن والشفط المزمن. تُعتبر هذه الحالة نادرة الحدوث لدى الأطفال، وعلى وجه الخصوص الأشقاء. قد يؤدي هذا الاضطراب إلى الوفاة، خاصة لدى الأطفال.
نظرًا إلى طبيعة المرضين المستقلين، لا يوجد علاج لصغر الرأس المترافق مع تعذر الاسترخاء. يشمل علاج تعذر الاسترخاء استخدام الأدوية والتدخل الجراحي، مثل إجراء هيلر لقطع العضلة، بهدف تخفيف ضغط المصرة المريئية السفلية والأعراض الناجمة عنه. تبرز أهمية تدبير هذه الأعراض في المحافظة على جودة حياة الطفل والوقاية من ترقي الاضطراب إلى اختلاطات أكثر خطورة. تشمل الاختلاطات المحتملة انثقاب العضو، والالتهاب الرئوي الشفطي والموت. بالمثل، لا يوجد علاج لصغر الرأس، إذ يُوصى بخضوع الطفل لعدد من التدخلات المبكرة، مثل علاج الكلام والعلاج الفيزيائي. يمكن للعائلات ذات الاستعداد الوراثي للإصابة بصغر الرأس طلب استشارة وراثية عند تخطيطهم للحمل.
ابتداءً من عام 2017، وصل عدد الحالات المبلغ عنها لصغر الرأس المترافق مع تعذر الأداء إلى 5 حالات، وشمل جميعها الأطفال.

## العلامات والأعراض
تشمل الأعراض الرئيسية لمتلازمة صغر الرأس المترافق مع تعذر الارتخاء تظاهرات مترقية للأعراض الرئيسية المرتبطة بكل من المرضين المميزين لهذه الحالة، لدى الأطفال الصغار.
يؤدي تعذر الاسترخاء إلى تطور عسر البلع، الذي يسبب بدوره صعوبات في تناول الطعام، وحالات متكررة من التقيؤ بعد الوجبات ومن المحتمل توقف التنفس نتيجة الصرف المزمن. قد تتظاهر الأعراض في سن مبكرة إذ يمكن ظهورها في سن ستة أسابيع.
بالإضافة إلى حالة عسر البلع البارزة، يعاني الطفل من صغر الرأس، الذي يتميز برأس صغير شاذ. يمكن ملاحظة حالة خفيفة من تزورق الرأس لدى هؤلاء الأطفال. تتظاهر مثل هذه الأعراض عند الولادة أو بعدها. يمكن أيضًا ملاحظة تأخر في التطور المعرفي وتطور الحركات الدقيقة إلى جانب تأخر الكلام. قد يظهر الطفل أيضًا شكلًا من خلل البنية القحفي الوجهي، مثل الأنف كروي الشكل، وصغر الفك وتسطح الجبهة، لكن لا تحدث هذه التشوهات في جميع الحالات. قد يتظاهر الاضطراب أيضًا بتشوهات الأصابع مثل انعطاف الإصبع المستديم.